# Pim (companie)
Pim Sibiu (fosta întreprindere „13 Decembrie”) este o companie din România care se ocupă cu prelucrarea pieilor.
Principalul acționar al societății este firma Romipel, controlată de investitori italieni, care deține circa 57,1% din acțiun.
Compania Pim este tranzacționată pe piața Rasdaq.
Cifra de afaceri:
- 2008: 11,7 milioane lei[1]
- 2007: 7,5 milioane lei